# Josep Vila i Sivill
Josep Vila i Sivill (Rubió, Anoia, 1904 - Barcelona, 25 de novembre de 1967) fou un empresari, activista i mecenes de la cultura catalana. Fou el primer a fabricar una estilogràfica a Espanya i un bolígraf a Europa.
Originari de Rubió, a la comarca de l'Anoia, va emigrar, als anys vint, al barri de Sant Martí de Provençals de Barcelona. Va estudiar al Centre Autonomista de Dependents del Comerç i de la Indústria (CADCI).
L'any 1927 va contribuir a la creació de l'Agrupació Cultural Atlàntida de Sant Martí de Provençals, una entitat destinada a fomentar la cultura catalana al llarg de la dictadura de Miguel Primo de Rivera. El 1930 va formar part de l'Associació Protectora de l'Ensenyança Catalana per col·laborar en la tasca de finançament de l'edició de llibres en català. El 1931 es va afiliar a l'agrupació Nosaltres Sols!
L'any 1935 va comercialitzar la ploma espanyola Antínia, amb peces importades de l'estranger, amb les quals elaborava les plomes al seu taller. El mateix any va comercialitzar els primers llapis de color de l'Estat espanyol. Amb l'esclat de la Guerra Civil espanyola va subministrar plomes als soldats de la Generalitat perquè aquests poguessin accedir a la formació necessària. Durant el franquisme va formar part del reduït grup de persones que crearen a la clandestinitat l'entitat Benèfica Minerva (embrió d'Òmnium Cultural) amb la missió de finançar l'edició de llibres en català.
L'any 1941 Josep Vila va fabricar, juntament amb el seu germà Pasqual, la primera ploma estilogràfica totalment espanyola, registrada sota la marca Regia, nom que feia referència a la Corona d'Aragó. La ploma era fabricada en la empresa Manufacturas Vicurvi, constituïda pels germans Vila Sivill i Baldomer Curià, a partir de l'empresa, prèviament existent, JvP. Per a la comercialització de les plomes es va crear l'empresa Vila Sivill-Curiá, amb els mateixos socis. Després de la venda de la part de Baldomer Curià als germans Vila Sivill, l'any 1948, l'empresa fabricant va canviar de nom, passant a denominar-se Vila Sivill Hermanos. El 1946 va fabricar el primer bolígraf d'Europa, amb el nom de Regia Continua. Entre 1953 i 1957 la fàbrica va produir també bolígrafs de la marca Bic, amb contracte amb l'empresa francesa Société Bic.
Durant la dictadura de Franco, va promoure, organitzar i finançar actes culturals catalans com ara la I i II Exposició de moneda catalana. Aquestes exposicions es consideren, avui en dia, l'origen del ressorgiment de l'estudi històric de la moneda catalana, adormit des de feia més de cinquanta anys. L'any 1965 el Cercle Filatèlic i Numismàtic de Barcelona, en reconeixement d'aquesta labor, el nomenà president d'honor, distinció que fins ara ha estat concedida a cap altre persona.
Es va casar amb Dolors Parés i Piñas, i van tenir dues filles, Maria Dolors i Gemma.
Políticament, va contribuir a la creació de l'Associació Cultural Atlàntida l'any 1927, per fomentar la cultura catalana durant la dictadura de Miguel Primo de Rivera, va ser membre de l'agrupació independentista Nosaltres Sols! (1931) i de l'Associació Protectora de l'Ensenyança Catalana (1930).